# ماندویل ۷۳۹

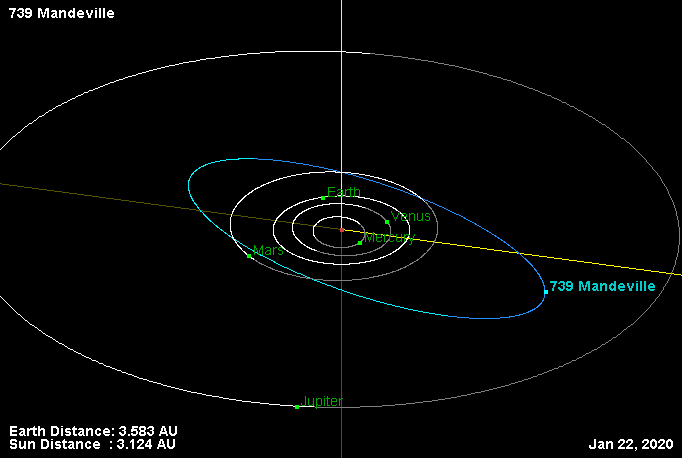
مدار ماندویل ۷۳۹

سیارک ۷۳۹ (به انگلیسی: 739 Mandeville، نامگذاری:1913QR) هفتصد و سی و نهمین سیارک کشف شده‌است که در ۷ فوریه ۱۹۱۳ کشف شد.
قدر مطلق سیارک برابر ۸٫۵۰ است.